# Гречнев, Яков Алексеевич
Я́ков Гре́чнев (20 октября 1882 года, Санкт-Петербург, Российская империя — 4 июля 1961 года) — русский оперный режиссёр, заслуженный артист УССР.

## биография
В 1912 году поступил в театр музыкальной драмы, в 1916—1917 годах — помощник режиссёра, 1917—1919 — режиссёр-ассистент, 1919—1920 — режиссёр-постановщик. В 1920 году занял должность режиссёра-экспериментатора и режиссёра-постановщика в Большом театре, одновременно преподавал в оперной студи имени Луначарского (до 1925 года). В 1922—1924 годах работал режиссёром-постановщиком и главным режиссёром Сибирского государственного театра (Новосибирск). В 1925—1926 годах — режиссёр-постановщик в Киевском театре оперы, в 1927—1937 — режиссёр-поставщик и главный режиссёр в Одесском оперном театре (при этом в 1932—1933 ставил оперы также в Харькове).
В 1937—1947 годах Я. А. Гречнев был режиссёром-постановщиком в Саратовском театре оперы и балета имени М.Чернышевского. В 1947—1960 — режиссёр-постановщик и главный режиссёр Львовского оперного театра, где осуществил более 20 премьер, сосредоточившись на русской классике: «Русалка» (Даргомыжский), «Дубровский» (Э.Направник), «Иван Сусанин» (М.Глинка), «Демон» (А.Рубинштейн), «Князь Игорь» (А.Бородин) и др.